# Захоплення (фільм, 1982)
«Захоплення» — радянський художній фільм 1982 року, знятий режисерами Мукадасом Махмудовим і Володимиром Плотниковим у 1982 році на кіностудії «Таджикфільм».

## Сюжет
У гірському кишлаку після пожежі знайдено труп старого Бобо Назіра. Майор Касимов в підвалі згорілого будинку виявляє скриню з коштовностями, що належали басмачу Рахімбеку. Відсутність безцінного бойового пояса вказує на причину злочину. Співробітники кримінального розшуку виходять на торговців ювелірними виробами і незабаром захоплюють злочинців.

## У ролях
- Баба Аннанов — начальник карного розшуку, полковник Нарзулло Раджабович Мумінов, батько Петра
- Володимир Тихонов — майор міліції Саїд Касимов
- Валерій Рижаков — Сергій Васильович Новіков
- Володимир Нікітін — старший лейтенант міліції Петро Нарзуллайович Мумінов
- Марина Андріанова — Мухаббат Касимова
- Бімболат Ватаєв — «Свояк», «Оратор» (Саттар Каримович Карімов)
- Володимир Плотников — «Артист» (Володимир Костянтинович Никифоров), він же Шалькявічус, Рахматулін
- Рустам Уразаєв — «Красунчик» (Акбар Юсупов)
- Світлана Орлова — Ірина
- Зоя Земнухова — Тетяна Мумінова, дружина Нарзулло Раджабовича, мати Петра
- Анатолій Латфі — Нійоз Сафарович Єрбабаєв (Єрбабоєв)
- Олександр Ходжаєв — Аргаш Акрамович Хайдаров
- Хайдар Шаймарданов — Шаріф Рахмонов, він же Бобо Назір
- Джахон Саїдмурадов — «Шакал» (Ахад Сафаров)

## Знімальна група
- Автор сценарію:  Володимир Плотников
- Режисери-постановники: Мукадас Махмудов,  Володимир Плотников
- Оператор-постановник:  Ростислав Пірумов
- Композитор:  Едуард Артем'єв
- Художник-постановник: Абдусалом Абдуллаєв
- Звукооператор: Фармон Махмудов